# Liste des primats de l'Église orthodoxe de Géorgie
Les primats de l'Église orthodoxe de Géorgie sont les chefs spirituels du Catholicossat-Patriarcat de toute la Géorgie, depuis la fondation de l'Archevêché de Mtskheta dans les années 320 jusqu'à nos jours. Du IVe siècle à aujourd'hui, 156 primats se sont succédé.
Au fil de l'histoire, les primats ont porté plusieurs titres :
- jusqu'au Ve siècle, l'Église géorgienne est dirigé par un archevêque de Mtskheta nommé par Constantinople ;
- dans les années 460, l'autocéphalie de l'Ibérie est déclarée et un catholicos géorgien est nommé.

Ce statut restera le même pour les siècles suivants, avec pour unique interruption la période de domination russe (1811-1917), où le nom de ce catholicossat-patriarcat fut changé en Exarchat de Géorgie.

## Liste
(Cette liste provient de la liste officiel fournie par le Patriarcat géorgien)

### Archevêques d'Ibérie
| Rang | Portrait | Nom                | Primauté | Notes |
| ---- | -------- | ------------------ | -------- | --- |
| 1    |          | Jean Ier           | 320-335  | Premier primat géorgien depuis la conversion de l'Ibérie au Christianisme.                                                                                       |
| 2    |          | Jacob              | 335-355  | Le livre Conversion de la Géorgie (en) nous informe, qu'il devient primat après la mort de Mirvan III et de Jean Ier.                                            |
| 3    |          | Job de Mtskheta    | 355-387  | Fils de Nersès, il est nommé par le roi Mihrdat III d'Ibérie après la mort de Jacob.                                                                             |
| 4    |          | Éli Ier            | 387-397  | |
| 5    |          | Siméon Ier         | 397-407  | Nommé par le roi Mihrdat IV d'Ibérie. |
| 6    |          | Moïse              | 407-422  | |
| 7    |          | Jonas              | 422-426  | |
| 8    |          | Jérémie            | 426-430  | |
| 9    |          | Grigol Ier         | 430-431  | |
| 10   |          | Glonokor           | 431      | |
| 11   |          | Basile Ier         | 431-433  | |
| 12   |          | Mobidan            | 433-451  | Nommé par le roi Artchil Ier d'Ibérie comme primat orthodoxe, il est probable qu'il était en fait de confession nestorienne.                                     |
| 13   |          | Jovel Ier          | 451-455  | |
| 14   |          | Michel Ier         | 455-467  | Il est nommé à ses fonctions par la régente Sagdoukht, mais évincé par le roi Vakhtang Ier d'Ibérie en raison de son insubordination vis-à-vis du pouvoir royal. |
| 15   |          | Siméon de Bolnissi | 467-473  | |

### Catholicos d'Ibérie (Soumis à la Géorgie orientale et méridionale)
| Rang | Portrait   | Nom                 | Primauté  | Notes |
| ---- | ---------- | ------------------- | --------- | --- |
| 16   | Pierre Ier | Pierre Ier          | 473-494   | Prêtre byzantin, il est placé comme premier primat géorgien autocéphale par le roi Vakhtang Ier d'Ibérie.            |
| 17   | Samuel Ier | Samuel Ier          | 494-510   | Missione l'évangélisation des régions montagneuses du nord de la Kakhétie et d'une partie du Grand Caucase oriental. |
| 18   |            | Gabriel Ier         | 510-518   | |
| 19   |            | Tavpetchag Ier      | 518-524   | |
| 20   |            | Tchirmag            | 524-538   | |
| 21   |            | Saba Ier            | 538-539   | Premier Catholicos d'origine géorgienne (jusque-là, les Catholicos étaient envoyés de Constantinople).               |
| 22   |            | Evlavios Ier        | 539-544   | |
| 23   |            | Samuel II           | 544-553   | |
| 24   |            | Macaire             | 553-569   | |
| 25   |            | Siméon II           | 569-575   | |
| 26   |            | Samuel III          | 575-582   | |
| 27   |            | Samuel IV           | 582-591   | |
| 28   |            | Barthélemy          | 591-599   | |
| 29   |            | Kirion Ier          | 599-614   | Sous sa primauté, les Églises géorgienne et arménienne rompent leurs relations.                                      |
| 30   |            | Jean II             | 614-619   | Reconnu en tant que Catholicos d'Ibérie par Antioche. Premier primat géorgien consacré à Mtskheta.                   |
| 31   |            | Babila              | 619-629   | |
| 32   |            | Tabor               | 629-634   | |
| 33   |            | Samuel V            | 634-640   | Constantinople reconnaît sous sa primauté l'autochéphalie totale de l'Église orthodoxe géorgienne.                   |
| 34   |            | Enon                | 640-649   | |
| 35   |            | Tavpetchag II       | 649-664   | |
| 36   |            | Evlavios II         | 664-668   | |
| 37   |            | Jovius II           | 668-670   | |
| 38   |            | Samuel VI           | 670-677   | |
| 39   |            | Georges Ier         | 677 - 678 | |
| 40   |            | Kirion II           | 678 - 683 | |
| 41   |            | Izid-Bozidi         | 683 - 685 | |
| 42   |            | Théodore Ier        | 685 - 689 | |
| 43   |            | Pierre (Siméon) II  | 689-721   | |
| 44   |            | Talale              | 721-731   | |
| 45   |            | Mamaï               | 731-744   | |
| 46   |            | Jean III            | 744-761   | |
| 47   |            | Grigol II           | 761-767   | |
| 48   |            | Saermane            | 767-774   | |
| 49   |            | Michel II           | 774-780   | |
| 50   |            | Samuel VII          | 780-791   | |
| 51   |            | Cyrille             | 791-802   | |
| 52   |            | Grigol III          | 802 - 814 | |
| 53   |            | Samuel VIII         | 814 - 826 | |
| 54   |            | Georges II          | 826 - 838 | |
| 55   |            | Gabriel II          | 838-855   | |
| 56   |            | Ilarion             | 855-860   | |
| 57   |            | Arsène Ier le Grand | 860 - 887 | |
| 58   |            | Evsouki             | 887-908   | |
| 59   |            | Clément             | 908-914   | |
| 60   |            | Basile II           | 914-929   | |
| 61   |            | Michel III          | 929-944   | |
| 62   |            | David Ier           | 944-955   | |

### Catholicos d'Géorgie
| Rang | Portrait | Nom                 | Primauté    | Notes |
| ---- | -------- | ------------------- | ----------- | --- |
| 63   |          | Arsène II           | 955 - 980   | |
| 64   |          | Jean IV Chrysostome | 980 - 1001  | Premier primat portant le titre de Catholicos-Patriarche. Il exerce son autorité sur toutes les terres géorgiennes (Abkhazie, Tao, Karthli, Kakhétie). |
| 65   |          | Siméon III          | 1001 - 1012 | |

### Catholicos-Patriarches d'Géorgie
| Rang | Portrait      | Nom                       | Primauté    | Notes |
| ---- | ------------- | ------------------------- | ----------- | --- |
| 66   | Melisedek Ier | Melkisedek Ier (it)       | 1012-1033   | Fils de noble, il participe à plusieurs négociations byzantino-géorgiennes au sujet de la Tao-Klardjeti.                                                |
| 67   |               | Jean V Chrysostome        | 1033-1046   | Patronne la construction de plusieurs églises à travers le pays.                                                                                        |
| 68   |               | Ekvtime Ier               | 1049-1055   | |
| 69   |               | Eustache                  | 1055-1060   | |
| 70   |               | Georges III de Tao        | 1060-1065   | |
| 71   |               | Gabriel III de Sapara     | 1065-1082   | Sa mauvaise administration religieuse laisse en héritage une Église affaiblie et corrompue.                                                             |
| 72   |               | Démétrius                 | 1082-1090   | |
| 73   |               | Basile III                | 1090-1103   | |
| 74   |               | Jean VI                   | 1103-1142   | À l'aide du pouvoir royal, il entreprend d'importantes réformes de l'Église qui retournent le Catholicossat-Patriarcat à son ancien état du XIe siècle. |
| 75   |               | Siméon IV Goulaberisdze   | 1142-1146   | |
| 76   |               | Saba II                   | 1146-1151   | |
| 77   |               | Nicolas Ier Goulaberisdze | 1151-1178   | |
| 78   |               | Michel IV de Tchkondidi   | 1178-1187   | Influent primat, il occupe également d'autre hautes fonctions, dont celle de Premier ministre.                                                          |
| 79   |               | Théodore II               | 1187-1206   | |
| 80   |               | Basile IV                 | 1206-1208   | |
| 81   |               | Jean VII                  | 1208-1210   | Importante figure politique à la cour de Tamar de Géorgie et pourvu d'une grande influence parmi les conseillers de la reine.                           |
| 82   |               | Épiphane                  | 1210 - 1220 | |
| 83   |               | Ekvtime II                | 1220 - 1222 | |
| 84   |               | Arsène III                | 1222-1225   | |
| 85   |               | Georges IV                | 1225-1231   | |
| 86   |               | Nicolas II                | 1231-1241   | |
| 87   |               | Arsène IV Boulmaïsimisdze | 1241-1249   | |
| 88   |               | Nicolas III               | 1249-1282   | Ses négociations avec les Mongols permettent d'épargner les églises géorgiennes des dévastations des envahisseurs.                                      |
| 89   |               | Abraham Ier               | 1282-1309   | Il doit subir une invasion mongole mais propose un plan de défense au roi Démétrius II de Géorgie, plan qui n'est toutefois pas utilisé.                |
| 90   |               | Ekvtime III               | 1309-1325   | |
| 91   |               | Michel V                  | 1325-1330   | |
| 92   |               | Basile V                  | 1330-1350   | |
| 93   |               | Doroteos Ier              | 1350-1356   | |
| 94   |               | Chio Ier                  | 1356-1364   | |
| 95   |               | Nicolas IV                | 1364-1379   | |
| 96   |               | Georges V                 | 1379-1399   | |
| 97   |               | Elioz Gobirakhisdze       | 1399-1411   | Organisateur d'une rébellion contre Tamerlan. |
| 98   |               | Michel VI                 | 1411-1426   | |
| 99   |               | David II Bagration        | 1426-1429   | Fils du roi Alexandre Ier de Géorgie. |
| 100  |               | Théodore III              | 1429-1435   | |
| 101  |               | David III                 | 1435-1439   | |
| 102  |               | Chio II                   | 1439-1443   | |
| 103  |               | David IV Tchavtchavadze   | 1443-1459   | |
| 104  |               | Marc                      | 1460-1466   | |
| 105  |               | David V                   | 1466-1479   | |

## Catholicos-Patriarches après la division de la Géorgie
| Rang | Portrait    | Nom                                           | Primauté                          | Notes |
| ---- | ----------- | --------------------------------------------- | --------------------------------- | --- |
| 106  |             | Nicolas V                                     | 1479 - 1488                       | Sous sa primauté, Mtskheta perd contrôle des territoires de Géorgie occidentale, tout en gardant une importante influence auprès du Catholicossat d'Abkhazie. |
| 107  |             | Evagre (première fois)                        | 1488 - 1492; 1502-1503            | |
| 108  |             | Abraham II Abalaki                            | 1492 - 1497                       | |
| 109  |             | Éphrem Ier                                    | 1497 - 1502                       | |
| 110  |             | Doroteos II (première fois)                   | 1503 - 1505; 1511-1516            | |
| 111  |             | Jean VIII                                     | 1505 - 1509                       | |
| 112  |             | Dionysos                                      | 1510 - 1511                       | |
| 113  |             | Basile VI (première fois)                     | 1516 - 1528; 1529-1532            | |
| 114  |             | Melkisedek II Bagration (première fois)       | 1528 - 1529; 1541-1545; 1548-1552 | Fils de Constantin II de Géorgie. |
| 115  |             | Malachie                                      | 1532 - 1534                       | |
| 116  |             | Guermane                                      | 1535 - 1541                       | |
| 117  |             | Nicolas VI                                    | 1542 - 1547                       | |
| 118  |             | Siméon V                                      | 1545 - 1548                       | |
| 119  |             | Zebede Ier                                    | 1552 - 1557                       | |
| 120  |             | Domenti Ier                                   | 1557 - 1562                       | |
| 121  |             | Nicolas VII Baratachvili                      | 1562 - 1584                       | |
| 122  |             | Nicolas VIII Bagration                        | 28 février 1584 - 1591            | Fils de Léon Ier de Kakhétie. |
| 123  |             | Doroteos III                                  | 1592 - 1599                       | |
| 124  |             | Domenti II                                    | 1599 - 1603                       | |
| 125  |             | Zebede II                                     | 1603 - 1611                       | |
| 126  |             | Jean IX Avalichvili                           | 1611 - 1613                       | |
| 127  |             | Christophe Ier                                | 1616 - 1622                       | |
| 128  |             | Zacharie Djordjadze                           | 1622 - 1632                       | |
| 129  | Evdemoz Ier | Evdemoz Ier Diassamidze                       | 1632 - 1642                       | Sous son autorité, d'importantes réformes religieuses sont mises en place pour se débarrasser de la corruption au sein de l'Église. Son influence auprès de la population et de la reine Mariam provoque la colère du roi Rostom de Karthli qui le fait assassiner.                                       |
| 130  |             | Christophe II Ourdoubeghisdze-Amilakhvari     | 1642 - 1660                       | |
| 131  |             | Domenti III                                   | 1660 - 1676                       | |
| 132  |             | Nicolas IX Djotam Amilakhvari (première fois) | 1678 - 1688; 1692-1696            | |
| 133  |             | Jean X Diassamidze (première fois)            | 1688 - 1692; 1696-1700            | |
| 134  |             | Evdemoz II Diassamidze                        | 1700 - 1705                       | |
| 135  |             | Domenti IV Bagrationi                         | 1705 - 1724; 1739-1741            | Fils de Levan de Karthli. Prisonnier des Turcs entre 1724 et 1737. |
| 136  |             | Bessarion Baratachvili-Orbelichvili           | 1724 - 1737                       | Occupe le siège patriarcal après la prise en otage de Domenti IV par les Turcs. |
| 137  |             | Cyrille II                                    | 1737 - 1739                       | |
| 138  |             | Nicolas X Kherkheoulidze                      | 1741 - 1744                       | |
| 139  |             | Anton Ier Bagration (première fois)           | 1744 - décembre 1755; 1764-1788   | Primat réformateur, il entretient des relations avec le monde catholique, ce qui lui vaut plusieurs critiques de la part de la branche conservatrice du clergé, qui le limoge. Il s'exile en Russie, où il devient archevêque de Vladimir.                                                                |
| 140  |             | Joseph Djandieri                              | Décembre 1755 - 1764              | |
| 141  | Anton II    | Anton II Bagration                            | 1788 - 1811                       | Il participe à plusieurs reprises aux négociations russo-géorgiennes. En 1801, il voit l'annexion de la Géorgie orientale par la Russie impériale et est exilé au sein de l'empire en 1810. En 1811, il est limogé par les autorités russes et le Catholicossat-Patriarcat de toute la Géorgie est aboli. |

| Rang | Portrait | Nom                       | Primauté                       | Notes                                                       |
| ---- | -------- | ------------------------- | ------------------------------ | ----------------------------------------------------------- |
| 1    |          | Simeon I                  | Le tournant des XI-XII siècles |                                                             |
| 2    |          | Nicolas Ier               | années 90 du XIIIe siècle      |                                                             |
| 3    |          | Arsenius                  | 1390-1392                      |                                                             |
| 4    |          | Daniel                    | 1396-1401                      |                                                             |
| 5    |          | Joachim                   | 1471-1474                      |                                                             |
| 6    |          | Stephan                   | 1490-1516                      |                                                             |
| 7    |          | Malachia I Abashidze      | 1519-1532                      |                                                             |
| 8    |          | Eudemios I Chkhetidze     | 1543-1578                      |                                                             |
| 9    |          | Euthymius I Sakvarelidze  | 1578-1605                      |                                                             |
| 10   |          | Gregory I                 | 1605-1616                      |                                                             |
| 11   |          | Malachia II Gurieli       | 616-1639                       |                                                             |
| 12   |          | Maxim I Machutasdze       | 1639-1657                      |                                                             |
| 13   |          | Bessarion I               | 1647-1656                      |                                                             |
| 14   |          | Nikifor                   | 1657                           |                                                             |
| 15   |          | Zachary Kvariani          | 1657-1659                      |                                                             |
| 16   |          | Simeon II Chkhetidze      | 1659-1666                      |                                                             |
| 17   |          | Eudemios II Sakvarelidze  | 1666-1669                      |                                                             |
| 18   |          | Euthymius II Sakvarelidze | 1669-1673                      |                                                             |
| 19   |          | Simeon III                | 1673-1682                      |                                                             |
| 20   |          | David Nemsadze            | 1682-1707                      |                                                             |
| 21   |          | Giorgi                    | 1701-1703                      |                                                             |
| 22   |          | Nicholas II               | 1703-1710                      |                                                             |
| 23   |          | Gregory II Lordkipanidze  | 1706-1742                      |                                                             |
| 24   |          | German Tsulukidze         | 1742-1755                      |                                                             |
| 25   |          | Bessarion Chkhetidze      | 1755-1769                      |                                                             |
| 26   |          | Joseph Bagrationi         | 1769-1776                      |                                                             |
| 27   |          | Maxim II Abashidze        | 1776-1795                      |                                                             |
| 28   |          | Dositheus Tsereteli       | 1795-1814                      | Métropolite de Koutaïssi et gouverneur du le Catholicossat. |

### Exarques de Géorgie
En 1811, la Russie impériale abolit le Catholicossat-Patriarcat de toute la Géorgie et organise des réformes  souvent qualifiées de « russification forcée » par les historiographies géorgienne et étrangères. Plusieurs décorations religieuses d'églises géorgiennes (fresques, icônes, etc.) sont blanchies, tandis que plusieurs édifices russes sont construits. Les plus hautes fonctions spirituelles sont occupées par des envoyés de Russie, tandis que la fonction de catholicos-patriarche est remplacée par celle d'exarque de Géorgie, nommé par le Saint-Synode russe.

### Catholicos-Patriarches de toute la Géorgie depuis 1917
| Rang                                                            | Portrait              | Nom                            | Primauté                         | Notes |
| --------------------------------------------------------------- | --------------------- | ------------------------------ | -------------------------------- | --- |
| Intérim (12 mars 1917 - 1er octobre 1917) : Léonide Okropiridze |                       |                                |                                  | |
| 142                                                             | Kirion III            | Kirion III                     | 1er octobre 1917 - 26 juin 1918  | Après un exil en Russie, il revient en Géorgie durant la révolution russe pour s'y faire élire Catholicos-Patriarche de toute la Géorgie, quelques mois après la déclaration d'autocéphalie de l'Église orthodoxe géorgienne.             |
| 143                                                             |                       | Léonide                        | 28 novembre 1918 - 11 juin 1921  | Primat par intérim en 1917, Léonide Okropiridze, évêque de Gourie-Mingrélie est élu à nouveau primat après la mort de Kirion III mais doit faire face à plusieurs obstacles, tels que l'invasion de la Géorgie par l'Armée rouge en 1921. |
| 144                                                             | Ambrose le Confesseur | Ambrose le Confesseur          | 14 octobre 1921 - 29 mars 1927   | Sa primauté est marquée par de nombreuses persécutions soviétiques qui interdisent la confession chrétienne en général. Il est mis en prison entre 1923 et 1927 et meurt peu après sa libération.                                         |
| 145                                                             |                       | Christophe III                 | 4 juin 1927 - 10 janvier 1932    | |
| 146                                                             |                       | Calistrate                     | 21 juin 1932 - 2 février 1952    | Partisan d'une politique de rapprochement entre l'Église et le communisme, il parvient à alléger les persécutions soviétiques et entre en médiation avec l'aide de Staline pour établir des liens formels avec l'Église russe.            |
| 147                                                             |                       | Melkisedek III (première fois) | 5 avril 1952 - 10 janvier 1960   | Malgré les nombreuses possessions soviétiques, il parvient à développer l'extension de la chrétienté en Géorgie en rouvrant plusieurs anciennes églises.                                                                                  |
| 148                                                             |                       | Ephraïm II                     | 20 février 1960 - 7 avril 1972   | Sa primauté est marquée par la remontée du nationalisme géorgien, mais aussi par l'accession de l'Église géorgienne au Conseil œcuménique des Églises.                                                                                    |
| 149                                                             |                       | David VI                       | 2 juillet 1972 - 9 novembre 1977 | |
| 150                                                             | Éli II                | Éli II                         | Depuis le 23 décembre 1977 -     | |